# Lok Ningthou
Lok Ningthou (Meitei: ꯂꯣꯛ ꯅꯤꯪꯊꯧ ) es, en la mitología y religión Meitei del antiguo Kangleipak (estado de Manipur, India), el dios asociado con los arroyos y desfiladeros. Es hijo de Wangpulen, el dios del agua. Es uno de los diez guardianes de los puntos cardinales; concretamente el guardián del sur.

## Etimología
En lengua meitei (manipuri), el término "Lok" (ꯂꯣꯛ, /lok/) tiene múltiples significados. Significa desfiladero o barranco. "Lok" también significa arroyo, riachuelo o corriente. Así mismo, en meitei el término "Ningthou" (ꯅꯤꯡꯊꯧ, /niŋ.tʰəu/) significa "rey" o "gobernante".